# Arnold (książę Geldrii)
Arnold (ur. w 1410, zm. 23 lutego 1473 w Grave) – książę Geldrii i hrabia Zutphen od 1423 do 1465 r. oraz ponownie od 1471 r.

## Życiorys
Arnold był synem Jana, hrabiego Egmond, oraz Marii, córki Jana z Arkel. Gdy w 1423 r. bezpotomnie zmarł książę Geldrii Renald IV, stany Geldrii wybrały jako jego następcę właśnie Arnolda, jako prawnuka (po matce) Marii, siostry Renalda II. Jednak roszczenia do Geldrii podniósł także książę Bergu Adolf, spokrewniony ze zmarłym Renaldem, który odziedziczył po tym ostatnim księstwo Jülich i otrzymał poparcie od króla Niemiec Zygmunta Luksemburskiego. Rozpoczęło to konflikt między Arnoldem i Adolfem, który trwał z przerwami aż do 1445 r. Arnold, początkowo rządzący pod opieką swego ojca, nie mógł opanować sytuacji; popadł w konflikt ze stanami, m.in. z powodu obciążeń podatkowych koniecznych do prowadzenia długotrwałych wojen o tron. W polityce zewnętrznej uzależnił się od księstwa Burgundii. W latach 1450–1452 odbył podróż do Ziemi Świętej, pozostawiając regencję w rękach żony oraz rady.
Z czasem Arnold zaczął prowadzić działania sprzeczne z interesami Burgundii. Jej książę, Filip III Dobry w tej sytuacji wsparł opozycję i syna Arnolda, Adolfa, który w toku wieloletniego konfliktu stopniowo zdobył poparcie w większości księstwa (sprzymierzyła się z nim także jego matka) i w 1465 r. uwięził ojca. Dopiero w 1471 następca Filipa, Karol Zuchwały doprowadził do uwolnienia Arnolda. Jednak Arnold, mimo poparcia Karola, zdołał odzyskać władzę tylko w części swego księstwa. W 1472 r. Arnold zastawił Geldrię i Zütphen Karolowi Zuchwałemu. Wkrótce potem zmarł. Pochowany został w kościele św. Elżbiety w Grave.

## Rodzina
W 1430 r. Arnold poślubił Katarzynę (1417–1479), córkę księcia Kleve Adolfa II. Z małżeństwa tego pochodziło pięcioro dzieci:
- Maria (1432–1463), żona króla Szkocji Jakuba II,
- Wilhelm (1434–143?), zmarły w dzieciństwie,
- Małgorzata (1436–1486), żona księcia Palatynatu-Simmern Fryderyka,
- Adolf (1438–1477), następca ojca jako książę Geldrii,
- Katarzyna (1439–1496), regentka Geldrii w latach 1477–1481.